# Inger Ohlsson
Gerd Inger Ohlsson Örtendahl, ursprungligen Ohlsson, född 7 november 1949 i Sundsvall, är en svensk fackföreningsledare och ämbetsman. 
Ohlsson, som till yrket är barnsjuksköterska, var ordförande för Vårdförbundet 1986–1994, i TCO 1994–1999 och därefter generaldirektör för Arbetslivsinstitutet 1999–2005. Som TCO-ordförande arbetade hon bland annat för större samverkan mellan TCO och Saco. Hon är sedan 1993 gift med Claes Örtendahl.